# Garnet Ault
Garnet Ault (n. 1 noiembrie 1905, North Bay⁠(d), Ontario, Canada – d. 10 septembrie 1993, Bellaire, Michigan, SUA) a fost un înotător ce a reprezentat Canada, medaliat olimpic. A participat la o ediție a Jocurilor Olimpice (1928) în care a câștigat două medalii de bronz.